# Chorbusuonka
La Chorbusuonka (in russo Хорбусуонка?) è un fiume della Russia, affluente di destra dell'Olenëk, che scorre nella parte settentrionale della Siberia Orientale, nel Bulunskij ulus della Sacha (Jacuzia).
Il fiume nasce e scorre lungo l'altopiano Kystyk (плато Кыстык), dapprima in direzione orientale, poi prevalentemente settentrionale. Sfocia nell'Olenëk nel suo basso corso, a 221 km dalla foce. Il fiume ha una lunghezza di 290 km, il bacino è di 3 230 km². Gela dalla prima metà di ottobre, sino all'inizio di giugno. Il suo maggior affluente, da destra, è il Nykabyt, lungo 101 km.